# Ferocactus echidne
Ferocactus echidne – gatunek ferokaktusa pochodzący z Meksyku.

## Morfologia i biologia
Rośnie pojedynczo, w rzadkich przypadkach tworzy grupy. Jest kulisty. Ma szarawozielony kolor. Osiąga 20 cm średnicy. Posiada 14–16 żeber o ostrych, niejednokrotnie falistych brzegach. Areole tego gatunku osadzone są co 2–3 cm. Z kaktusa wyrasta 5–7 żółtych cierni bocznych, które z czasem szarzeją oraz dłuższy, zagięty w stronę korpusu cierń środkowy. Roślina kwitnie latem dając dzienne kwiaty, długości do 3 cm i koloru żółtego. Mają one ząbkowane płatki.